# Dobrá u Frýdku-Místku
Dobrá u Frýdku-Místku – stacja kolejowa w Dobrej, w kraju morawsko-śląskim, w Czechach. Znajduje się na wysokości 335 m n.p.m.

## Historia
Stacja kolejowa została otwarta 1 czerwca 1888 roku, gdy znalazła się na linii Kolei Miast Morawsko-Śląskich, łączącej Morawy i Śląsk Cieszyński. 
Wykonano wówczas budynek dworcowy architektury austriackiej. Po aneksji Zaolzia, w latach 1938–1939 funkcjonowała jako stacja graniczna i odbywała się tu odprawa paszportowa. Na dworcu czynna jest poczekalnia oraz nastawnia z urządzeniami przekaźnikowymi. Dworzec został w 2009 roku odrestaurowany i przystosowany do pasażerów niepełnosprawnych. Kasa biletowa została zamknięta w grudniu 2019 roku. Na stacji kolejowej zlokalizowana jest bocznica kolejowa do browaru Radegast w Noszowicach.